# Omroep RSH
Omroep RSH is de lokale omroep van de gemeente Harlingen. Onder het uitzendgebied van de omroep valt de stad Harlingen en de dorpen Midlum en Wijnaldum. De eerste uitzending was op 1 december 1989, onder de oude naam Radio Stad Harlingen. 